# Enzo Gainotti
Enzo Gainotti (7 de mayo de 1892 – 4 de septiembre de 1962) fue un actor teatral y cinematográfico de nacionalidad italiana.

## Biografía
Nacido En Parma, Italia, inició su carrera en el teatro con Ermete Novelli, su primer maestro y, posteriormente, con la compañía de Ugo Bitetti.
A partir de la década de 1920 se asoció a diversas  formaciones teatrales, trabajando con Luigi Antonelli, Olga Vittoria Gentilli, Ruggero Capodaglio, Luigi Zoncada y Nuto Navarrini.
En 1927 actuó en la comedia musical Mozart, de Sacha Guitry. Posteriormente su carrera estuvo asociada a la de Dina Galli, entrando a formar parte del elenco estable de su formación, a menudo dirigida por Marcello Giorda. Durante un tiempo sustituyó Guido De Rege como compañero de actuación de su hermano, Giorgio
Su trayectoria como actor de carácter le valió debutar en el cine, aunque relegado a interpretar papeles secundarios. Tomó parte en cerca de una treintena de filmes, entre los cuales figuran Ninì Falpalà (1933), Il fu Mattia Pascal (1937) y Ti conosco, mascherina! (1943), dirigido por Eduardo De Filippo.
Enzo Gainotti falleció en Brescello, Italia, en 1962.

## Filmografía
| - Ninì Falpalà (1933) - La fanciulla dell'altro mondo, de Gennaro Righelli (1934) - La maestrina (1934) - Freccia d'oro (1935) - L'eredità dello zio buonanima (1935) - Il serpente a sonagli (1935) - Milizia territoriale (1936) - Trenta secondi d'amore (1936) - Il fu Mattia Pascal (1937) - L'albergo degli assenti (1939) - Le educande di Saint-Cyr (1939) - L'eredità in corsa (1939) - Forse eri tu l'amore (1939) | - L'aria del continente (1939) - Imputato, alzatevi! (1939) - Piccolo hotel (1939) - Il ladro sono io (1940) - Trappola d'amore (1940) - Ti conosco, mascherina! (1943) - Gli assi della risata (1943) - Tristi amori (1943) - Non mi muovo! (1943) - Quattro ragazze sognano (1943) - Grattacieli (1943) - Il nemico, de Guglielmo Giannini (1943) - Abbiamo vinto! (1951) |